# Gratitude

Capa do álbum

Gratitude é um álbum de estúdio de Earth, Wind & Fire, lançado em 1975. Este álbum está na lista dos 200 álbuns definitivos no Rock and Roll Hall of Fame.